# Jules François Émile Krantz

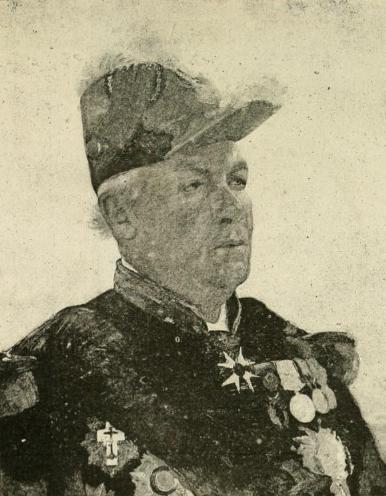
Jules François Émile Krantz, Bildnis von Alfred Philippe Roll (1891)

Jules François Émile Krantz (* 1821 in Givet, Frankreich; † 25. Februar 1914 in der Nähe von Toulon, Frankreich) war ein französischer Marineoffizier, zuletzt im Dienstgrad eines Vizeadmirals und unter anderem Minister für die Marine und die Kolonien.

## Biografie
1821 in den Ardennen geboren, trat er in die französische Marine ein und schloss 1837 die École navale ab. In der Folge war er in den Antillen, an der Westküste Afrikas und anschließend im Mittelmeer und vor Brasilien eingesetzt. Er war 1852 Navigationslehrer an Bord der Borda und 1869 Kommandant des Artillerieschulschiffs Louis XIV. in Cherbourg.
Im Krimkrieg zeichnete er sich als Kommandant der Ténare aus, mit der er an den Angriffen auf Sewastopol und die Kinburn-Halbinsel Anteil hatte. Anschließend war er 1859/59 in Indochina und von 1862 von 1864 im Chinesischen und Japanische Meer eingesetzt, wo er sich bei der Bombardierung von Pei-Ho auszeichnete. Er war 1873 Kommandeur der französischen Marinestreitkräfte im Chinesischen Meer und vom 16. März bis zum 30. November 1874 Militärgouverneur von Cochinchina.
Am Deutsch-Französischen Krieg nahm er als Befehlshaber der Marinetruppen teil und befehligte das Fort Ivry. Er wurde 1877 zum Vizeadmiral befördert, im Oktober 1879 und 1883 zum Seepräfekten von Toulon ernannt und dazwischen Oberbefehlshaber des Erprobungsgeschwaders.
Er war Generalstabschef, bevor er vom 5. Januar 1888 bis zum 22. Februar 1889 Marine- und Kolonialminister und vom 19. März 1889 bis zum 17. März 1890 Marineminister wurde. Er starb im Februar 1914 in Toulon.

## Familie
Krantz war verheiratet mit Marie Valléry Beau: Der aus dieser Verbindung stammende Sohn Jules François Joseph Krantz (1849–1909) wurde Konteradmiral der französischen Marine.

## Veröffentlichungen
- Éléments de la théorie de navire, Toulon, 1859.
- Considérations sur les roulis des bâtiments, 1867.